# César de Bus
Svatý César de Bus (3. února 1544 Cavaillon – 15. dubna 1607 Avignon) byl francouzský katolický kněz, zakladatel Kongregace Otců křesťanské nauky.

## Životopis
Narodil se ve šlechtické rodině ve francouzském Cavaillonu. Věnoval se vojenské kariéře. Byl členem katolické armády bojující proti hugenotům v náboženských válkách. Díky svým aktivitám se dostal ke dvoru v Paříži za vlády Karla IX.
Po smrti svého bratra, kanovníka katedrály v Salon-de-Provence, zdědil po něm prebendy této katedrály. To byl začátek jeho církevní kariéry. V roce 1582 byl vysvěcen na kněze. Byl přidělen do L'Isle-sur-la-Sorgue a spolu se svým bratrancem G. B. Romillonem inicioval vznik Kongregace sekulárních kněží křesťanské nauky, známé spíše jako doktrináři, pro náboženské vzdělávání venkovských laiků, kterou v roce 1597 schválil papež Klement VIII. Kromě této kongregace založil také sestry Uršulinky z Provence.
Poté, co se věnoval strukturování a zakládání nových komunit své řeholní kongregace, dorazil do Avignonu, kde 15. dubna 1607 zemřel. Jeho tělo bylo převezeno do Říma a odpočívá v kostele Santa Maria in Monticelli.

## Úcta
Čtyři roky po jeho smrti byl zahájen proces jeho blahořečení. Papež Pius VII. ho v roce 1821 prohlásil za ctihodného a papež Pavel VI. ho 27. dubna 1975 blahořečil. 27. května 2020 vydal papež František prostřednictvím Kongregace pro blahořečení a svatořečení dekret, kterým schválil zázrak, jímž podepsal dekret o kanonizaci, a otevřel tak cestu k jeho prohlášení za svatého. Kanonizován byl papežem Františkem 15. května 2022. Je považován za patrona moderních katechetů. Katolická církev slaví jeho liturgickou památku 15. dubna.